# 索非娅·克莱帕茨卡
索非娅·克莱帕茨卡（波蘭語：Zofia Klepacka，1986年4月26日—），波兰女子帆船运动员。她曾代表波兰参加2004年、2008年、2012年和2020年夏季奥林匹克运动会帆船比赛，其中2012年奥运会获得一枚铜牌。